# Francisco Álvarez (beisbolista)
Francisco Javier Álvarez (Guatire, Venezuela, 19 de noviembre de 2001), más conocido como Francisco Álvarez, es un jugador profesional venezolano de béisbol que se desempeña en la posición de cácher en New York Mets, equipo de las Grandes Ligas de Béisbol (MLB).

## Trayectoria
En 2022, Álvarez hizo su debut en la MLB con el equipo New York Mets, donde lleva jugando tres temporadas.